# Westport (Dakota Południowa)
Westport – miasto w Stanach Zjednoczonych, w stanie Dakota Południowa, w hrabstwie Brown.